# Saint-Hilaire-de-Lusignan
Saint-Hilaire-de-Lusignan è un comune francese di 1 422 abitanti situato nel dipartimento del Lot e Garonna nella regione della Nuova Aquitania.

## Società

### Evoluzione demografica
Abitanti censiti